# Dianthus hymenolepis
Dianthus hymenolepis är en nejlikväxtart som beskrevs av Pierre Edmond Boissier. Dianthus hymenolepis ingår i släktet nejlikor, och familjen nejlikväxter. Inga underarter finns listade i Catalogue of Life.